# Julius Smend
Julius Smend (* 10. Mai 1857 in Lengerich; † 7. Juni 1930 in Münster) war ein deutscher Theologe.

## Leben

Agendenkommission im Jahr 1928 (sitzend von links nach rechts: Zoellner, Wolff, Burghart, Smend, Eger stehend von links nach rechts: Brandt, Haendler, Altmann)

Julius Smend stammt aus der alten Juristen- und Theologenfamilie Smend, die über drei Generationen hintereinander im 18. und 19. Jahrhundert der reformierten Gemeinde Lengerich in Westfalen als Pfarrer diente. Sein Bruder war der Theologe Rudolf Smend. Das liberal-theologische Denken in seiner Familie sollte auch für ihn prägend werden, ebenso wie die Liebe zur Musik, insbesondere zu Johann Sebastian Bach, die ihm seine Eltern mitgaben.
Sein Abitur legte Julius Smend mit neunzehn Jahren am Gymnasium Paulinum zu Münster ab. Er studierte anschließend Theologie in Bonn, Halle (Saale) und Göttingen. In Bonn war er seit 1876 Mitglied der Burschenschaft Alemannia Bonn, gemeinsam mit seinem engen Freund, dem Historiker Friedrich Philippi.
1880 begann er ein Synodialvikariat in Paderborn. Nach einer im darauffolgenden Jahr begonnenen elfmonatigen Vikariatszeit in Minden wurde er im April 1881 ordiniert und wechselte als Hilfsprediger nach Bonn. Dort verfasste er auch seine Licentiatenarbeit, die das Herrenmahl zu Thema hatte. 1885 wurde er Pfarrer in Seelscheid, das damals eine kleine Bauerngemeinde war. Im Jahre 1890 heiratete er Helene Springmann aus Osnabrück. 1891 wurde er ordentlicher Professor am Predigerseminar Friedberg, dort wurde er auch mit der Seelsorge betraut. Er begann nun auch mit größeren Publikationen an die Öffentlichkeit zu treten. Im Jahre 1893 erhielt er einen Ruf auf den Lehrstuhl für Praktische Theologie an der Universität Straßburg. Seine Arbeit Die evangelischen deutschen Messen bis zu Luthers deutscher Messe, die als sein Hauptwerk angesehen wird, stammt aus dem Jahre 1896. Zusammen mit dem Liturgiker Friedrich Spitta gründete er im selben Jahr die Monatsschrift für Gottesdienst und kirchliche Kunst (MGkK). Beide begründeten damit die sog. Ältere liturgische Bewegung, die sich bemühte dem evangelischen Gottesdienst eine Form zu geben, die einen angemessenen Vollzug eines Gottesdienstes im evangelischen Geist ermöglichen solle. An der Straßburger Thomaskirche fand ihre Bewegung eine erste praktische Anwendung. Im Jahre 1906 erschien das von ihm zusammengestellte Kirchenbuch für die evangelischen Gemeinden, Bd. 1. Darin fanden auch seine Vorstellungen von einem Charakter des Gottesdienstes Eingang, der das patristische, scholastische und orthodoxe Erbe berücksichtigen und die Gebetssprache zeitgemäßer formulieren müsse, aber auch der Stille Raum geben solle. Im gleichen Jahr übernahm Smend das Rektorat an der Straßburger Universität.
1914 wurde Smend Mitbegründer und erster Dekan der Evangelisch-Theologischen Fakultät in seiner Heimatstadt Münster. 1926 wurde er im Alter von 68 Jahren emeritiert. Der Kirchensenat der Altpreußischen Union berief ihn 1926 gemeinsam mit den Theologen Paul Conrad (bis 1927), Georg Burghart (in der Nachfolge von Conrad), Karl Eger, Walther Wolff, Brand(t), Wilhelm Zoellner, Ulrich Altmann und Wilhelm Haendler in eine Kommission, die in der Zeit von 1926 bis 1930 eine einheitliche Agende erarbeitete. Der Entwurf dafür wurde 1931 der Provinzialsynode vorgelegt und zur Prüfung in der Praxis freigegeben, aber nicht mehr verabschiedet. 
Der Nachfolger auf seinem Lehrstuhl für Praktische Theologie wurde Wilhelm Stählin. Julius Smends 1893 geborener Sohn Friedrich Smend wurde ebenfalls Theologe und Musikforscher.

## Schriften (Auswahl)
- Kelchversagung und Kelchspendung in der abendländischen Kirche. Ein Beitrag zur Kultusgeschichte. Göttingen : Vandenhoeck & Ruprecht, 1898
- Kirchenbuch für evangelische Gemeinden.
- Die evangelischen deutschen Messen bis zu Luthers deutscher Messe. Göttingen 1896.
- Feierstunden. Kurze Betrachtungen für die Sonn- und Festtage des Kirchenjahres. Göttingen 1892. 2. Auflage 1897.
- Die politische Predigt Schleiermachers von 1806 bis 1808 : Rede zum Antritt des Rektorats der Kaiser Wilhelms-Universität Strassburg. Strassburg : Heitz, 1906.
- Vorträge und Aufsätze zur Liturgik, Hymnologie und Kirchenmusik. Gütersloh : Bertelsmann, 1925

## Dokumente
Briefe von Julius Smend befinden sich im Bestand des Leipziger Musikverlages C. F. Peters im Staatsarchiv Leipzig.